# سعید محسن
سعید محسن (۱۳۱۸ – ۴ خرداد ۱۳۵۱) از بنیانگذاران سازمان مجاهدین خلق ایران بود که در کنار محمد حنیف‌نژاد و علی‌اصغر بدیع‌زادگان سازمان مجاهدین خلق ایران را در نیمه شهریور سال ۱۳۴۴ بنیان گذاشتند. سعید محسن در سال ۱۳۵۰ توسط ساواک دستگیر و در ۴ خرداد ۱۳۵۱، به‌همراه سایر بنیانگذاران و دو تن از اعضای مرکزیت سازمان اعدام شد.

## زندگی و فعالیت‌ها
سعید محسن در یک خانواده متوسط در زنجان به‌دنیا آمد. تحصیلات ابتدایی و متوسطه‌اش را در همان شهر گذراند و بعد برای ادامه تحصیل به تهران آمد و در رشته مهندسی تأسیسات دانشکده فنی دانشگاه تهران، فارغ‌التحصیل شد. دوران دانشجویی سعید مصادف بود با تحولات سیاسی سالهای ۱۳۳۹ تا ۱۳۴۲. سعید قبل‌از بنیانگذاری سازمان، به‌دلیل فعالیت‌های سیاسیش دوبار به زندان افتاده بود، بار دوم هنگامی بود که عضو کمیته دانشجویان نهضت آزادی بود و در شب اول بهمن سال ۱۳۴۱ دستگیر شد سعید محسن در زندان قزل‌قلعه با محمد حنیف‌نژاد آشنا و از همان‌جا رابطه‌اش با او هرچه نزدیکتر شد. پس از آزادی از زندان به خدمت نظام وظیفه در جهرم مشغول شد. وی در بازجوییهای خود پیرامون وضعیت زندگی مردم جنوب ایران می‌نویسد:
در بندرعباس با عابرینی مواجه شدم که هر کدام ساق پایی به اندازه یک توپ پارچه داشتند. وقتی سؤال کردم معلوم شد که این کرم مخصوص آب (پیوک) است و از راه آشامیدن آب وارد بدن می‌شود و سپس از ساق پا بیرون می‌آید. احساس ترحمی را که نسبت به این افراد در من به وجود آمد هیچ‌وقت فراموش نمی‌کنم. قبول این که این مردم به چنین حالت ناراحتی زندگی می‌کنند فشاری بود که من قدرت تحمل آن را نمی‌توانستم بکنم.
سعید محسن پس از پایان خدمت نظام وظیفه، به تهران آمد و در کارخانه ارج و سپس کارخانه سپنتا به‌کار مشغول شد و هم‌زمان به فعالیت‌های سیاسی خود ادامه داد.
در سال ۱۳۴۱ پس از زلزله بوئین‌زهرا در قزوین سعید محسن و اصغر بدیع‌زادگان در رأس گروه‌های دانشجویی برای کمک به این منطقه رفتند و چند ‌ماه به امدادرسانی پرداختند.
برادر کوچکتر سعید به نام مهدی محسن نیز سال ۱۳۵۲ در زیر شکنجه ساواک کشته شد.

## بنیانگذاری سازمان مجاهدین خلق ایران
سعید محسن به همراه محمد حنیف‌نژاد و علی‌اصغر بدیع‌زادگان، سازمان مجاهدین خلق را در ۱۵ شهریور سال ۱۳۴۴ پایه‌ریزی کردند. پس از سرکوب تظاهرات ۱۵ خرداد ۱۳۴۲، آنها با جمعبندی مبارزات سیاسی گذشته، به این نتیجه رسیدند که مبارزات سیاسی و رفرمیستی همواره با سرکوب از سوی دیکتاتوری مواجه شده و به نتیجه مطلوب نمی‌رسند؛ بنابراین برای سرنگونی دیکتاتوری، مبارزه مسلحانه در آن مرحله، به‌عنوان شکل محوری مبارزه، یک ضرورت است. به این منظور محمد حنیف‌نژاد، سعید محسن و اصغر بدیع‌زادگان در سال ۱۳۴۴ گروهی را بنیان نهادند که بعدها «سازمان مجاهدین خلق ایران» نام گرفت. آنها از سال ۱۳۴۴ تا ۱۳۵۰ به مدت ۶ سال به کار ایدئولوژیک، تشکیلاتی و تدوین استراتژی پرداختند.

## دستگیری و اعدام
سعید محسن در جریان ضربه شهریور سال ۱۳۵۰ توسط سازمان اطلاعات و امنیت کشور شاهنشاهی، ساواک، (چندی پیش از جشن‌های ۲۵۰۰ ساله شاهنشاهی) دستگیر و به زندان افتاد

### دفاعیات
سعید محسن در بخشی از دفاعیات خود در دادگاه نظامی گفت: «ملت ایران ملزم نیست از یک فکر ارتجاعی تبعیت نماید. این قوانین اصولاً معلول دوران دیکتاتوری است و برای ملت مورد قبول نمی‌باشد. نفس تکامل ایجاب می‌کند که هر چه پوسیده است دور انداخته شود. در محیطی که حقوق مردم به‌حق پرداخته شود، مگر مردم دیوانه‌اند که اسلحه به دست گیرند. اسلحه برای ما وسیله دفاع از شرف انسان است.»

### اعدام
سعید محسن پس از تحمل ماه‌ها شکنجه در ۴ خرداد ۱۳۵۱، به‌همراه سایر بنیانگذاران محمد حنیف‌نژاد و علی‌اصغر بدیع‌زادگان و دو تن از اعضای مرکزیت سازمان به نام‌های عبدالرسول مشکین‌فام و محمود عسکری‌زاده به جوخه اعدام سپرده شدند.
محل دفن وی در قطعه ۳۳ بهشت زهرا در تهران است.

## دیدگاه‌ها و پیام‌‌ها
سعید طی مقاله‌ای نوشته بود: «شرایط سخت و دشوار عامل مرزبندی دقیق بین جنبش و ضد جنبش است. پیدایش مرز بین جنبش و ضد جنبش، انقلاب و ضد انقلاب، خود دلیل بر تکامل مبارزه است.  لذا تنها در چنین صورتی است که برای فرصت‌طلبی و سازش‌کاری محلی باقی نخواهد ماند. فرصت‌طلبان و سازش‌کاران و آنها که باصطلاح یکی به نعل می‌زنند و یکی به میخ، مواضع خود را از دست خواهند داد و در این شرایط تنها مردان مصمم هستند که بار سنگین نبرد را بر دوش می‌کشند و دارای قدرت ادامه نبرد و بسیج و آگاه نمودن توده‌ها در شرایط سخت می‌باشند.»
پیامی از سعید محسن به نقل از عباس داوری: من در هفته‌های قبل‌ از ۴خرداد، در زندان کنار سعید محسن بودم، او به‌من گفت که ما را قطعاً اعدام خواهند کرد ...من پیامی دارم که باید به مسعود برسانی. سعید گفت: «سلام مرا به مسعود برسان. به او بگو که مسئولیت‌های تو خیلی سنگین شده و تنها فردی هستی که از کمیتهٔ مرکزی باقی مانده‌ای، تمامی تجربیات سازمانی در وجود تو متبلور است، بار امانتی است که در این مرحله به‌ تو سپرده شده، کوران حوادث زیادی را خواهی دید، به فتنه‌های زیادی خواهی افتاد، تمام تمجیدها نثار ما خواهد شد، چون ما شهید می‌شویم و تمام تهمت‌ها نثار تو خواهد شد، چون می‌دانم به مبارزه خودت ادامه خواهی داد و وارد مراحلی می‌شوی که خیلی‌ خیلی بالاتر از ماها قرار خواهی گرفت، زیرا تو هر‌ روز و هر‌ ساعت شهید خواهی شد؛ یک شهید مجسم».

## آثار
کتاب استثمار، سعید محسن